# Долгопрудненские соколы
Долгопрудненские соколы — детско-юношеская спортивная школа (ДЮСШ) и регби-клуб из города Долгопрудный Московской области.
ДЮСШ «Долгопрудненские соколы» создана в ноябре 1996 года Олегом Щепочкиным (4.11.1948 — 15.09.2005), игроком РК «Родина», г.Химки, сборной Москвы и сборной СССР, игравшем на позиции полузащитника схватки. «Долгопрудненские Соколы» регулярно проводят турниры по регби в память о своем основателе.
Среди выпускников школы игроки сборной России, участники Кубка Мира по регби 2011 в Новой Зеландии: Денис Антонов и Михаил Сидоров.
На 2013 год 15 воспитанников школы имели опыт выступления в профессиональной лиге Чемпионата России за команды Слава (Москва), Спартак-ГМ (Москва), ВВА и «Академия ВВС» (Монино), Енисей-СТМ (Красноярск), Фили (Москва). Девять — выступали за юниорские и молодежные сборные U-17, U-18, U-20, на Мировых и Европейских чемпионатах.
По данным на 2015 год в рядах своих выпускников школа имеет 7 мастеров спорта, и 9 кандидатов в мастера спорта по регби. 4 чемпиона Европы по регби среди любительских клубов в составе «Слава-Зенит» (Хорватия, г. Сплит 2006).